# Eptesicus malagasyensis
Eptesicus malagasyensis (Пергач ісалійський) — вид рукокрилих родини Лиликові (Vespertilionidae).

## Поширення
Ендемік Мадагаскару. Він був записаний між 450 і 700 м над рівнем моря. Був виявлений в галерейних сухих тропічних лісах в ущелинах, де він був зловлений під час полювання над водою.

## Загрози та охорона
Загрози для цього виду не відомі. Присутній в Національному Парку д'Ісало (фр. Parc National d'Isalo).